# San Michele all'Adige
San Michele all'Adige é uma comuna italiana da região do Trentino-Alto Ádige, província de Trento, com cerca de 2.394 habitantes. Estende-se por uma área de 5 km², tendo uma densidade populacional de 479 hab/km². Faz divisa com Mezzocorona, Giovo, Mezzolombardo, Faedo, Nave San Rocco e Lavis.